# تفاعل انزياح ماء-غاز

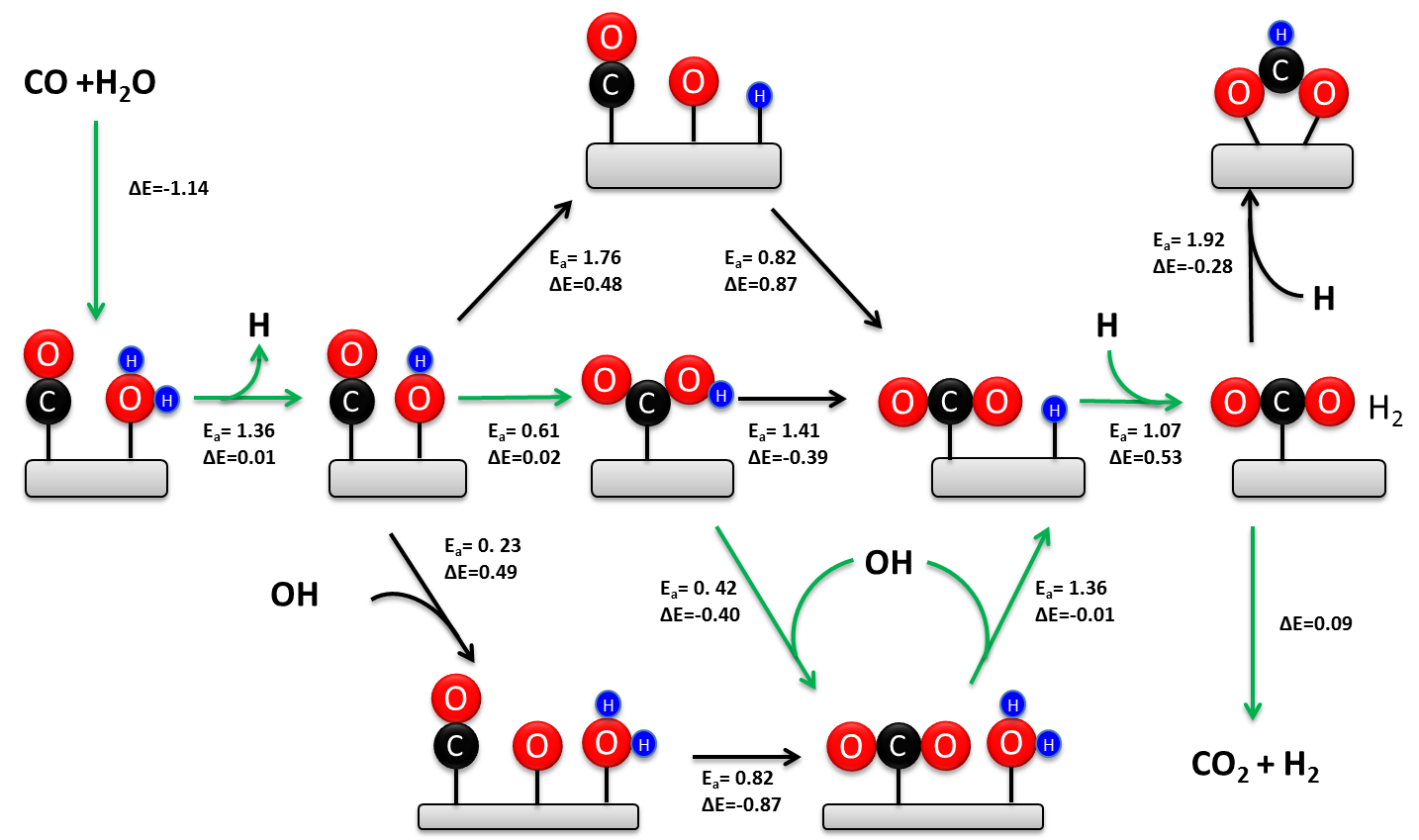

تفاعل انزياح ماء-غاز عبارة وصف للعملية الكيميائية التي تحدث أثناء تفاعل أحادي أكسيد الكربون مع بخار الماء لتشكيل ثنائي أكسيد الكربون والهيدروجين:
CO + H2O {\displaystyle \rightleftharpoons } CO2 + H2

## الحفازات
إن التوازن في هذا التفاعل له اعتمادية كبيرة على درجة الحرارة وإن ثابت التوازن الكيميائي يتناقص مع ارتفاع درجة الحرارة، حيث أن تحوّل أكبر من أحادي أكسيد الكربون يلاحظ عند درجات حرارة منخفضة. من أجل الاستفادة من كل من ديناميكية وحركية التفاعل، فإن تفاعل انزياح ماء-غاز يجرى على المستوى الصناعي على شكل مراحل متعددة وكظومة مؤلفة من انزياح مرتفع الحرارة (HTS) يتبعه انزياح منخفض الحرارة (LTS) باستخدام تبريد داخل النظام. نتيجة استخدام شروط تفاعل مختلفة بالتالي تستخدم حفازات مختلفة لكل مرحلة. إن الحفاز المستخدم في المرحلة مرتفعة درجة الحرارة هو حفاز من أكسيد الحديد وأكسيد الكروم، في حين أن حفاز المرحلة منخفضة درجة الحرارة هو حفاز أساسه من النحاس. عادة ما تجري المرحلة مرتفعة درجة الحرارة بالأول نظراً لقابلية حفاز النحاس للتسمم بالكبريت الذي يمكن أن يوجد في الوسط بعد عملية إصلاح بخاري.

### انزياح منخفض الحرارة
إن تركيب الحفازات للمرحلة منخفضة الحرارة هو 32-33% CuO و 34-53% ZnO و 15-33% Al2O3 وذلك بشكل نمطي. إن العنصر الفعال في هذه التوليفة هو CuO، في حين أن وظيفة ZnO هو تأمين دعم بنيوي للحفاز ككل بالإضافة إلى الحد من تسمم حفاز النحاس بالكبريت. أما Al2O3 فيمنع تبعثر الحفاز وانكماش حبيباته. تجرى المرحلة بين درجات حرارة تتراوح بين 200-250°س .

### انزياح مرتفع الحرارة
إن تركيب الحفازات للمرحلة مرتفعة الحرارة هو 74.2% Fe2O3 و 10.0% Cr2O3 و 0.2% MgO وذلك بشكل نمطي. يقوم الكروم بدور في تثبيت أكسيد الحديد ويمنع تلبدّه. تجرى المرحلة بين درجات حرارة تتراوح بين 310-450°س .

## التطبيقات
يعد تفاعل انزياح ماء-غاز من أحد التفاعلات الصناعية المهمة المستخدم بكثرة في إنتاج الأمونيا والميثانول والهيدروجين. يترافق هذا التفاعل عادةً مع إصلاح بخاري لغاز الميثان ولهيدروكربونات أخرى. في عملية فيشر-تروبش يعد هذا التفاعل من أهم الخطوات لتحقيق التوازن بين نسبة الهيدروجين H2 إلى أحادي أكسد الكربون CO. يؤمّن هذا التفاعل مصدراً للهيدروجين على حساب أحادي اكسيد الكربون، مما يعد خطوة مهمة من أجل إنتاج هيدروجين عالي النقاوة لاستخدامه في إنتاج الأمونيا. بالمقابل، فإن تفاعل انزياح ماء-غاز يمكن ان يكون تفاعلاً جانبياً غير مرغوب به في عمليّات تتضمن وجود الماء وأحادي أكسيد الكربون مثل عملية مونسانتو المعتمدة على حفاز من الروديوم.